# Koen Casteels
Koen Casteels (* 25. Juni 1992 in Bonheiden) ist ein belgischer Fußballtorwart.

## Karriere

### Vereine
Casteels begann bereits mit vier Jahren bei KAC Betekom mit dem Fußballspielen und wechselte nach seinem zehnten Geburtstag in die Jugendabteilung des KRC Genk. Ab Juli 2009 wurde er in den Profikader des Vereins übernommen. Im Sommer 2011 wechselte Casteels nach Deutschland zur TSG 1899 Hoffenheim und unterschrieb dort einen Vierjahresvertrag. In der Saison 2011/12 kam er nur in der zweiten Mannschaft (U-23) in der damals viertklassigen Regionalliga Süd zum Einsatz. Durch den Ausfall von Stammkeeper Tom Starke im Oktober 2011 rückte er für zwei Pflichtspiele als zweiter Torhüter auf die Bank der Profimannschaft.
Zur Saison 2012/13 wurde Casteels zweiter Torwart hinter Tim Wiese. Spielpraxis sammelte er weiterhin parallel in der U-23 in der Regionalliga Südwest. Am 23. September 2012 kam er zu seinem Profidebüt, als er beim 3:1-Sieg gegen Hannover 96 für den verletzten Wiese in die Startelf gerückt war. Als Ende Januar Heurelho Gomes verpflichtet wurde, behauptete Casteels seine Position als Nummer 2 gegenüber dem zeitweise suspendierten Wiese. Als sich Gomes am 28. Spieltag verletzte, übernahm er bis zum Saisonende dessen Position als Stammtorhüter.
Auch in der neuen Saison begann Casteels als Stammtorhüter, musste diese Rolle jedoch zeitweise an Jens Grahl abtreten. Am 6. April 2014 zog sich Casteels während der Partie gegen Hertha BSC einen Schienbeinbruch zu und wurde noch am selben Tag operiert.
Da Casteels durch seine Verletzung und die Verpflichtung von Oliver Baumann in der Saison 2014/15 zu keinem weiteren Einsatz bei den Hoffenheimern kam, wechselte er im Januar 2015 zum VfL Wolfsburg. Er unterschrieb einen Vertrag bis Juni 2018, wurde aber bis zum Ende der Saison 2014/15 direkt an Werder Bremen weiterverliehen. Sein Pflichtspieldebüt für Werder absolvierte er am 4. März 2015 bei der 1:3-Niederlage gegen Arminia Bielefeld im Achtelfinale des DFB-Pokals. Sein erster Bundesliga-Einsatz folgte am 19. April 2015 beim 1:0-Heimsieg gegen den Hamburger SV. Die letzten Partien der Saison bestritt er als Stammtorhüter.
Nach der Spielzeit kehrte Casteels wieder nach Wolfsburg zurück. Sein Pflichtspieldebüt für den VfL absolvierte er aufgrund einer Verletzung Diego Benaglios am 1. August 2015 im DFL-Supercup beim 5:4-Erfolg gegen den FC Bayern München im Elfmeterschießen und gewann so gleich seinen ersten Titel. Beim Elfmeterschießen hatte er einen Strafstoß mit dem Fuß abwehren können. Danach bestritt er auch drei Bundesliga-Partien, bis Benaglio zurückkehrte.
Am 22. Juni 2017 verlängerte Casteels seinen Vertrag in Wolfsburg vorzeitig bis 2021, am 11. Dezember 2019 vorzeitig bis Juni 2024.
Im August 2021 wurde Casteels vom neuen Cheftrainer Mark van Bommel zum neuen Mannschaftskapitän der Wölfe ernannt.
Am 13. Januar 2024 beim 1:1-Unentschieden bei Mainz 05 hielt er seinen Kasten bis zur 61. Minute sauber, ehe er von Silvan Widmer zum Ausgleich bezwungen wurde. Bis dahin wurde er 738 Minuten in Spielen gegen die Mainzer nicht überwunden, womit er den bisherigen Bundesliga-Rekordhalter Manuel Neuer übertraf, der seinerseits mit dem FC Bayern gegen Eintracht Frankfurt 693 Minuten eine „Weiße Weste“ behielt. Zuvor war Casteels am 24. Spieltag 2017/18 beim 1:1 durch Yoshinori Mutō bezwungen worden und bekam zwischenzeitlich in sieben Spielen kein Gegentor.
Am 2. September 2023 gab der VfL Wolfsburg bekannt, dass Koen Casteels seinen zum 30. Juni 2024 auslaufenden Vertrag nicht verlängern und den Verein verlassen wird.
Zur Saison 2024/25 wechselt Koen Casteels zu al-Qadisiyah nach Saudi-Arabien.

### Nationalmannschaft
Am 5. August 2009 absolvierte Casteels unter Marc van Geersom sein erstes Junioren-Länderspiel für die belgische U-19-Nationalmannschaft, für die er bis zum 21. Juli 2011 sieben weitere Spiele bestritt. Zudem nahm er an der U-19-Europameisterschaft in Rumänien teil. Jedoch sah er bereits im ersten Gruppenspiel gegen den späteren Titelgewinner Spanien (1:4) in der 13. Minute die Rote Karte. Da die belgische Auswahlmannschaft bereits in der Vorrunde ausschied, war dies zugleich sein letzter Einsatz.
In mehreren Qualifikationsspielen zur Weltmeisterschaft 2014 stand Casteels im Kader der A-Nationalmannschaft, ohne eingesetzt worden zu sein. Bei der Weltmeisterschaft selbst gehört er infolge Verletzung dem Kader nicht an. Erst seit dem Freundschaftsspiel am 28. März 2017 gegen Russland wurde er wieder in den Kader der Nationalmannschaft berufen. Bei der Weltmeisterschaft 2018 stand er als dritter Torhüter neben Thibaut Courtois und Simon Mignolet ohne Einsatz im belgischen Aufgebot. Sein Länderspieldebüt gab er schließlich im September 2020 bei einem 5:1-Erfolg in der UEFA Nations League 2020/21 gegen Island. Am 10. März 2025 gab er seinen sofortigen Rücktritt aus der Nationalmannschaft bekannt. Er begründete diesen Schritt mit der potenziell bevorstehenden Rückkehr Courtois’ in die Nationalmannschaft.

## Erfolge
- DFL-Supercup: 2015